# Edgar Ablowich
Edgar Allen Ablowich (Greenville, 29 de abril de 1913 – Virginia Beach, 6 de abril de 1998) foi um velocista e campeão olímpico norte-americano.
Integrou o revezamento 4x400 m americano que ganhou a medalha de ouro olímpica em Los Angeles 1932 junto com Ivan Fuqua, Karl Warner e William Carr  e estabeleceu novo recorde mundial para a prova, 3:08.14.